# Çeşmecik, Kadınhanı
Çeşmecik là một xã thuộc huyện Kadınhanı, tỉnh Konya, Thổ Nhĩ Kỳ. Dân số thời điểm năm 2011 là 1.161 người.